# 邬马渡

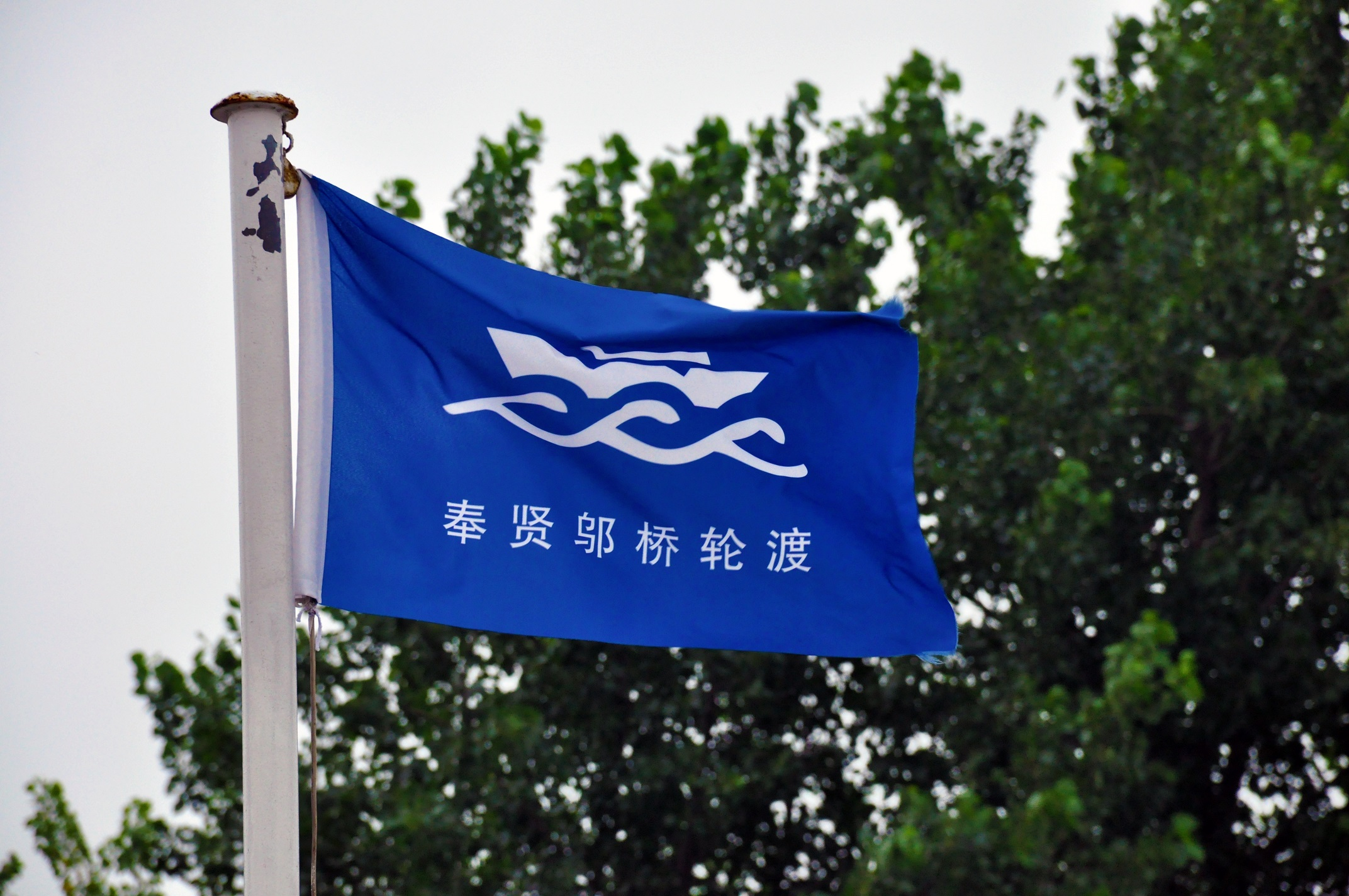
奉贤邬桥轮渡旗帜

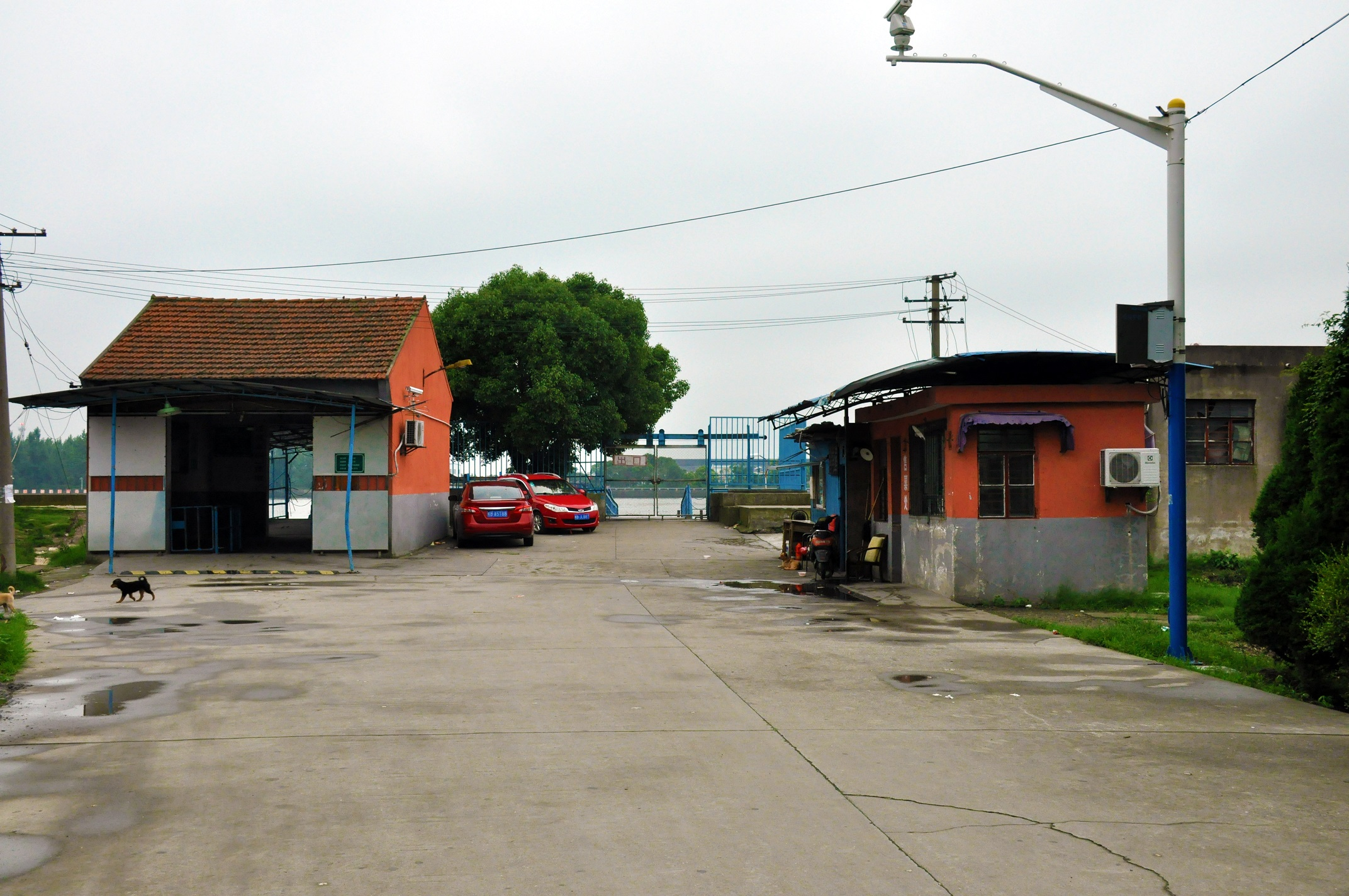
马桥渡口

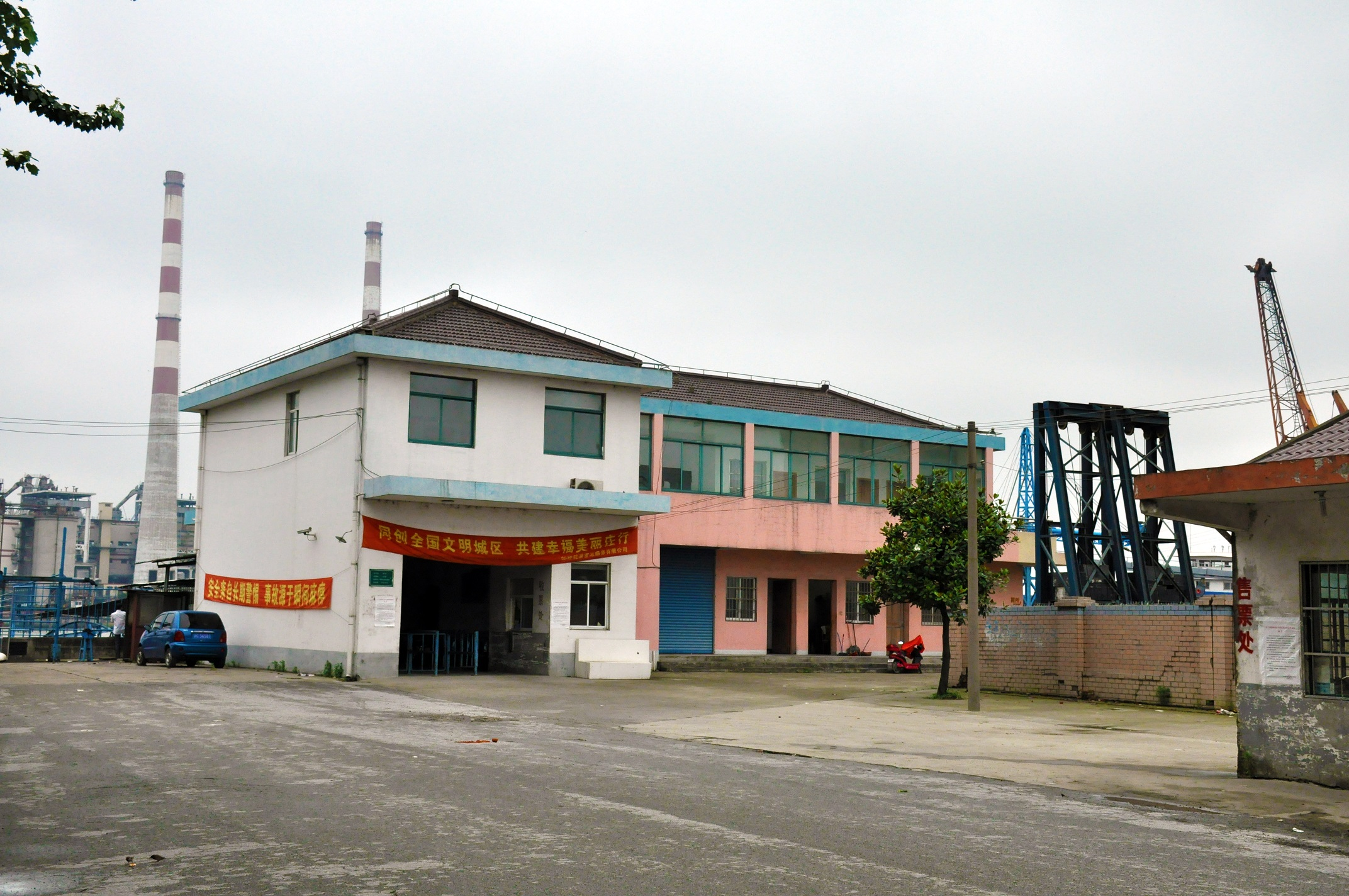
邬桥渡口

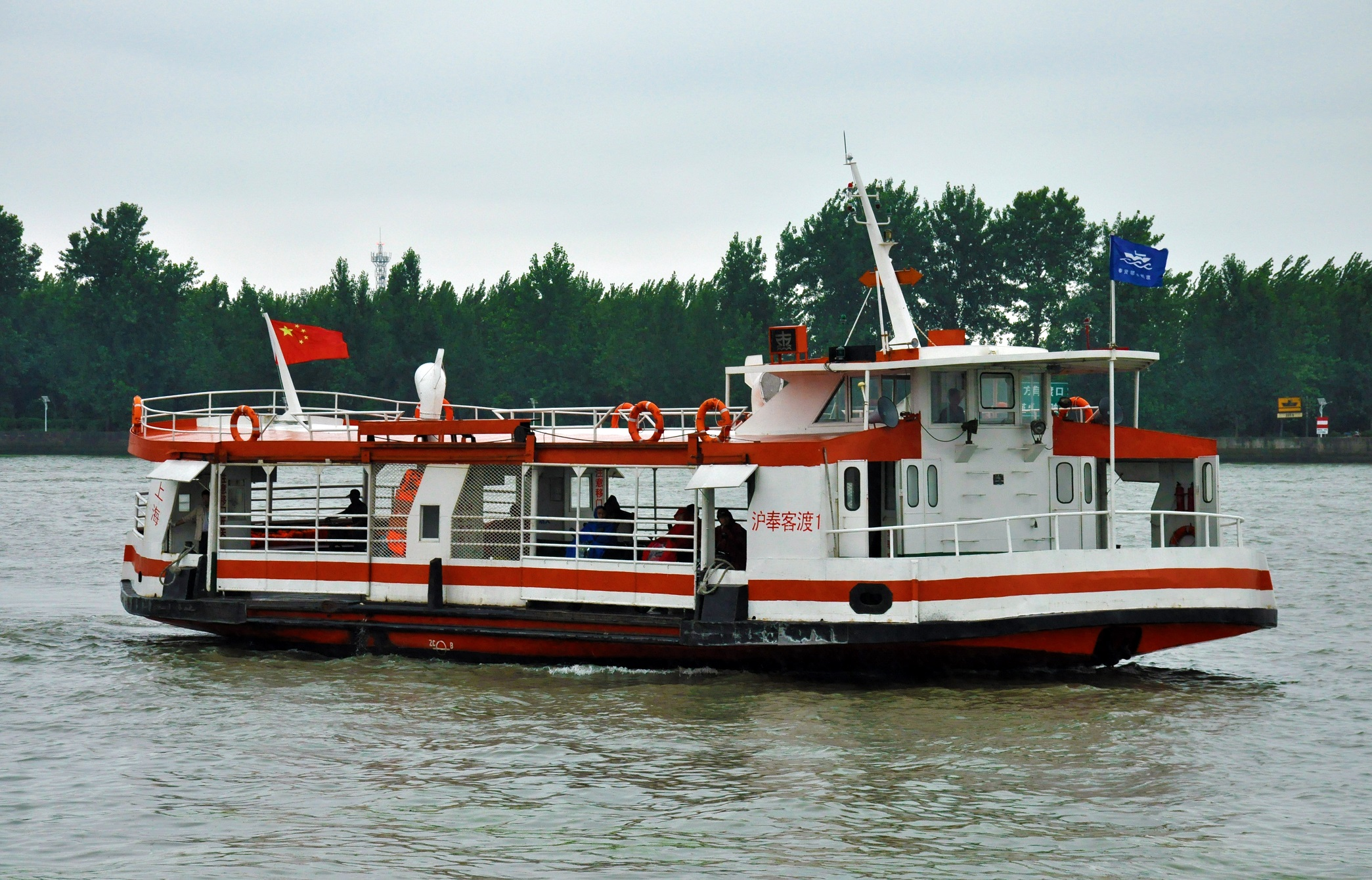
位于黄浦江上的沪奉客渡1号轮正驶向马桥渡口

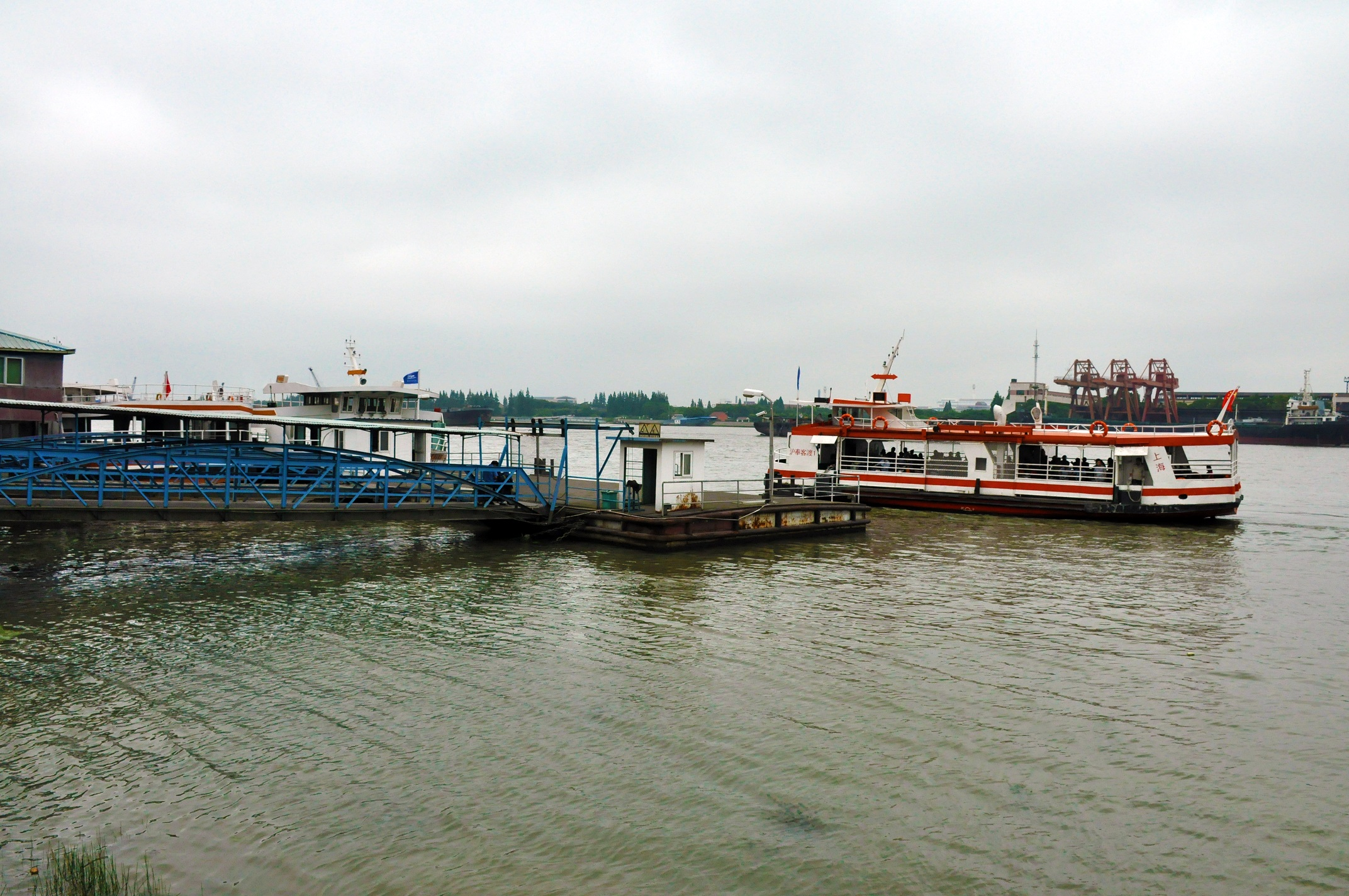
沪奉客渡1号轮正在靠向邬桥渡口

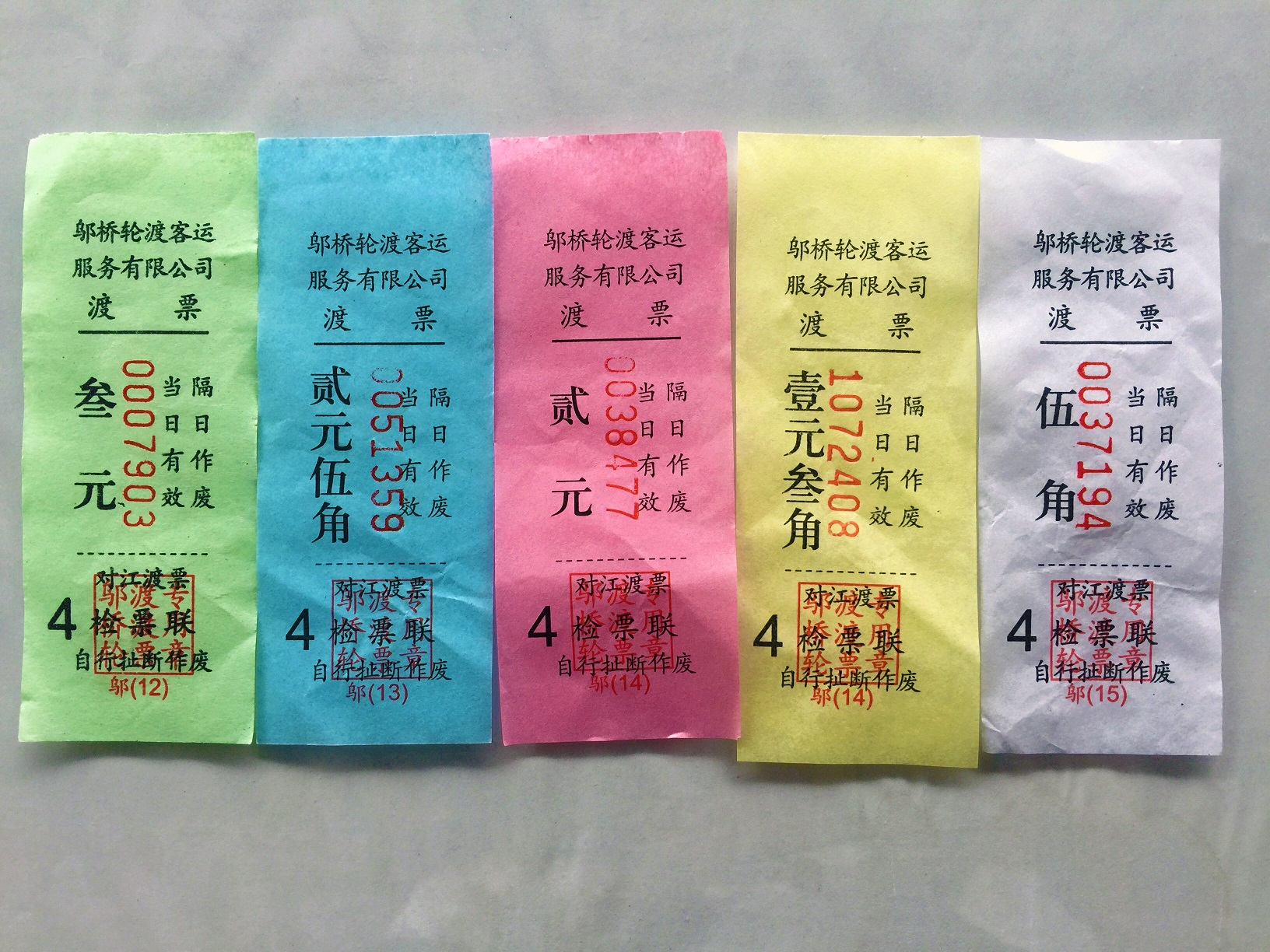
邬马渡对江渡票

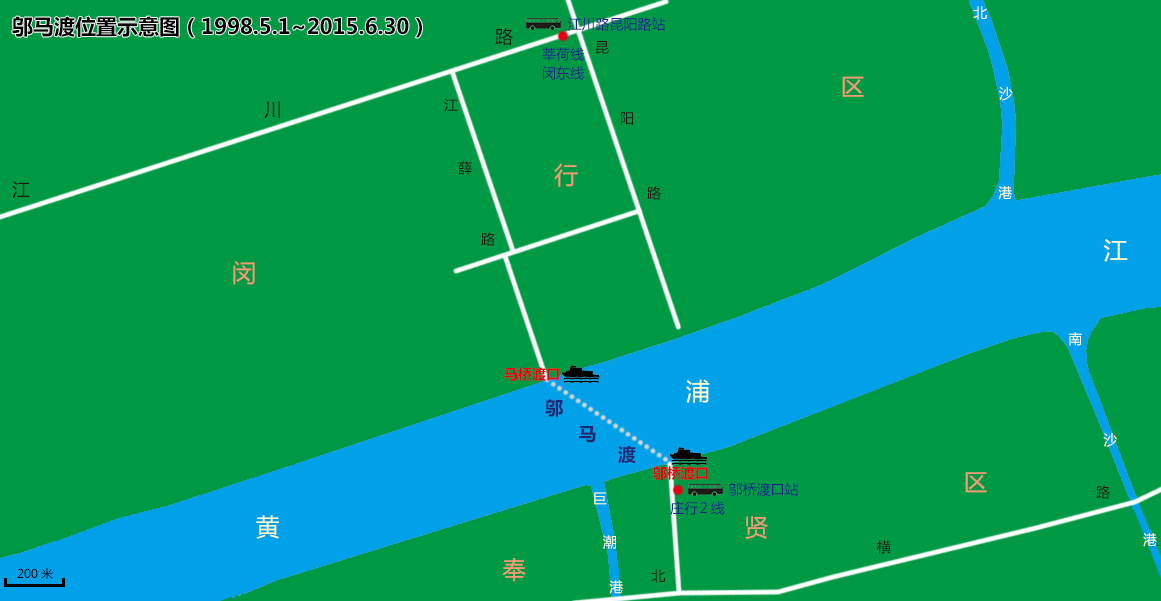
邬马渡位置示意图

邬马渡，也称邬桥轮渡、邬桥客渡。为上海市黄浦江上的一条对江轮渡航线。航线北起闵行区马桥镇金星村马桥轮渡站，南至奉贤区庄行镇新叶村邬桥轮渡站。衔接奉贤西部与闵行地区，是上海市境内最大的一座乡镇渡口。2015年6月30日下午22:00，邬马渡沪奉客渡1号轮完成最后一班轮渡运营，自2015年7月1日零时起永久性停航。

## 历史概况
该处沿江附近原有巨潮渡，又称彭家渡。由奉贤县邬桥乡光明一队自置农用渡船1艘经营。
北起上海县马桥乡彭家渡，南至奉贤县巨潮港。
1998年5月1日，邬桥轮渡正式投入运营，改变了周边居民过去摆渡需要绕行西渡的出行难问题。邬马渡由上海邬桥轮渡客运服务有限公司负责营运管理。共有三艘客渡轮，其中1号轮于开通当日投入运行，3号轮、5号轮于2005年开始投入运行，总载客量达1250客位。每艘渡船上均配有救生衣和救生浮板。每天航次在49次，日均乘客3000人次、非机动车1000辆次。
邬马渡奉贤一侧岸线长度84米，有防汛闸门2座。2007年，对邬桥渡口的候船室、天桥、浮码头等进行了综合改造。2015年5月21日，在邬马渡举行了水上联合应急演练。2015年6月16日，上海邬桥轮渡客运服务有限公司发布通告，由于三艘渡轮船体严重老化，驾驶员、轮机员年事已高，黄浦江航行船只增加等各种因素导致邬桥轮渡存在重大安全隐患，于2015年7月1日起永久停止轮渡客运服务。

## 航线班次
邬马渡初开通时运营时间从每日上午5∶00至次日凌晨1∶00。后调整为每日5:00至24:00。现运营时间为上午5:30至下午22:00。
| 5:30   | 15:30  |
| 6:00   | 16:00  |
| 早高峰 | 晚高峰 |
| 8:00   | 17:25  |
| 8:30   | 18:00  |
| 9:00   | 18:30  |
| 10:00  | 19:00  |
| 11:00  | 19:30  |
| 12:00  | 20:00  |
| 13:00  | 20:30  |
| 14:00  | 21:00  |
| 14:30  | 21:30  |
| 15:00  | 22:00  |

## 轮渡票价[c]
| 行人票         | 0.50元 |
| 自行车票       | 1.30元 |
| 电瓶车票       | 1.30元 |
| 小三轮车票     | 2.00元 |
| 摩托车票       | 2.50元 |
| 小三轮电瓶车票 | 3.00元 |
| 大三轮车票     | 4.00元 |
| 大三轮摩托车票 | 5.00元 |

## 周边公交
- 马桥轮渡站：莘荷线、闵东线
- 邬桥轮渡站：庄行2线